# Макарова Людмила Йосипівна
Людмила Йосипівна Макарова (нар. 20 жовтня 1921, Петроград — пом. 30 травня 2014, Санкт-Петербург) — радянська і російська акторка театру і кіно. Народна артистка СРСР (1977).

## Біографія
Людмила Макарова народилася 1921 року в Петрограді (нині Санкт-Петербург).
У дитинстві мріяла стати балериною, але хвороба ніг виключила балет, його замінив драматичний гурток при Будинку вчителя. У 1938 році вступила до студії при Ленінградському Великому драматичному театрі імені Г. О. Товстоногова (БДТ). Тоді ж була прийнята до допоміжного складу театру і дебютувала на сцені в епізодичній ролі Хлопчаки у виставі «Кубанці» за п'єсою В. М. Ротко, поставленій Борисом Бабочкіним.
У 1941 році закінчила студію і була прийнята до трупи БДТ. Встигла зіграти Аню в чеховському «Вишневому саду» (у постановці Павла Гайдебурова), у травні вийшла заміж за молодого актора БДТ Юхима Копеляна, але почалася німецько-радянська війна розлучила її з театром та з чоловіком: Великий драматичний театр був евакуйований до Кірова, а чоловік пішов добровольцем до народного ополчення. Сама вона залишилася в Ленінграді. З 1941 року і до закінчення війни служила в Театрі Балтійського флоту. Спочатку, за спогадами актриси, це були бригади, які виступали в портах (куди їх доставляли на човнах), на кораблях, одного разу навіть на підводному човні, потім поставили спектакль «Біля стін Ленінграда», який грали в блокадному місті, у БК «Виборзький». Пізніше, після прориву блокади, театр на багатьох фронтах піднімав настрій бійцям комедіями Олександра Островського «Не все коту масляна» і «Свої люди — поквитаємось».
У 1945 році повернулася до Великиого драматичного театру (нині Великий драматичний театр імені Г. О. Товстоногова), де служила до кінця свого життя.
Сценічну кар'єру починала в ті часи, коли не тільки БДТ, але весь радянський театр переживав кризу і втрачав глядачів. Вона починала як лірична героїня, при цьому менше всього переконувала критиків саме в ліричних сценах. Всупереч нав'язаному режисерами амплуа прагнула стати характерною актрисою. «В образах, створених нею, — писала Т. Забозлаєва, — інколи проскакувало щось більш конкретне, ніж тільки юна безпосередність почуттів. Граючи поверхневі ролі дівчаток з повоєнних комедій або казкових героїнь, вона прагнула зробити ці образи „впізнаваними“, знайти в них життєво достовірне».
Брала участь у дублюванні іноземних фільмів.
Член КПРС з 1953 року.
Померла в Санкт-Петербурзі 30 травня 2014 року. Прощання з актрисою відбулося 3 червня 2014 року в БДТ ім. Г. О. Товстоногова. Похована на Літераторських містках Волковського кладовища.

## Нагороди та звання
- Заслужена артистка Російської РФСР (1957)[10].
- Народна артистка РРФСР (1963)
- Народна артистка СРСР (1977)
- Орден «За заслуги перед Вітчизною» IV ступеня (2002)[11]
- Орден Пошани (2011)[12]
- Орден Вітчизняної війни II ступеня (1985)
- Медаль «За оборону Ленінграда» (1945)
- Медаль «За доблесну працю у Великій Вітчизняній війні 1941—1945 рр.» (1946)
- Медаль «За перемогу над Німеччиною у Великій Вітчизняній війні 1941—1945 рр.»
- Медаль «Двадцять років Перемоги у Великій Вітчизняній війні 1941—1945 рр.»
- Медаль «Тридцять років Перемоги у Великій Вітчизняній війні 1941—1945 рр.» (1975)
- Медаль «Сорок років Перемоги у Великій Вітчизняній війні 1941—1945 рр.»
- Медаль «50 років Перемоги у Великій Вітчизняній війні 1941—1945 рр.»
- Медаль «60 років Перемоги у Великій Вітчизняній війні 1941—1945 рр.»
- Медаль «65 років Перемоги у Великій Вітчизняній війні 1941—1945 рр.»
- Медаль Жукова
- Медаль «Ветеран праці»
- Медаль «На відзначення 100-річчя з дня народження Володимира Ілліча Леніна»
- Медаль «В пам'ять 250-річчя Ленінграда» (1957)
- Медаль «В пам'ять 300-річчя Санкт-Петербурга» (2003)
- Медаль «300 років Російському флоту»
- Театральна премія Санкт-Петербурга «Золотий софіт» — спеціальна премія «За творче довголіття та унікальний внесок у театральну культуру» (1999)[13]
- Театральна премія «Золота маска» в номінації «За честь і гідність» (2006)
- Знак народної вдячності «Созидатель Петербурга» (2001).

### Родина
- Чоловік — Юхим Захарович Копелян (1912—1975), актор театру і кіно, Народний артист СРСР(1973).
  - Син — Кирило Юхимович Копелян (1948—2005), актор, закінчив ЛДІСМ у 1972 році, грав у ленінградському Театрі драми і комедії на Ливарному.

## Творчість

### Ролі в театрі
- 1938 — «Кубанці» В. М. Ротко; режисер Бориса Бабочкін —  Хлопчик
- 1939 — «Бікин впадає в Уссурі» Михайла Чумандріна; постановка А. В. Мелузова —  Холопка
- 1939 — «Вовк» Леоніда Леонова; режисери Б. А. Бабочкін і Павла Вейсбрьома —  Подруга
- 1941 — «Вишневий сад» Антона Чехова; постановка Павла Гайдебурова —  Аня
- 1945 — «Стакан води» Е. Скриба —  Ебігейл
- 1945 — «Неспокійна старість» Леоніда Рахманова; постановка A. M. Жукова —  Студентка
- 1945 — «Створення світу» Миколи Погодіна; режисер І. С. Зонне —  Сімочка
- 1947 — «Закон зимівлі» Бориса Горбатова; режисер Володимир Кожичі —  Ксенія, прибиральниця
- 1947 — «Велика любов» (Мужність) Георгія Березко; постановка Рафаїла Сусловича —  Рижова
- 1947 — «Російське питання» Костянтина Симонова; постановка Захара Аграненка —  Міс Бридж
- 1948 — «В одному місті» А. В. Софронова; постановка Є. К. Лепковської —  Клавдія Бурмина
- 1949 — «Дачники» Максима Горького; постановка Б. А. Бабочкіна (відновлення) —  Дівчина в блакитному ,  Соня
- 1949 — «У вікнах горить світло» Л. Д. Аграновича; постановка Н. С. Рашевської —  Зіна
- 1949 — «Сніжок» Валентини Любимової; постановка І. С. Городецького —  Анжела
- 1949 — «Слуга двох панів» К. Гольдоні; постановка А. В. Соколова —  Клариче
- 1949 — «Дівчина з глечиком» Л. де Веги; режисер А. В. Соколов —  Леонора
- 1950 — «Таємна війна» В. С. Михайлова, Л. С. Самойлова; режисер P. P. Суслович —  Груша Вєткіна
- 1950 — «Розлом» Б. А. Лавреньова; постановка А. В. Соколова та І. С. Зонне —  Ксенія
- 1950 — «Темної осінньої ночі» Ю. П. Германа; постановка С. М. Селектора —  Ерна
- 1951 — «Сади» Є. Д. Люфанова; постановка А. В. Соколова та Ю. З. Копеляна —  Поля
- 1951 — «Снігуронька» О. М. Островського; постановка І. С. Єфремова —  Снігуронька
- 1953 — «Пролог» А. Штейна; постановка А. В. Соколова —  Катя
- 1953 — «Вихори ворожі» М. Ф. Погодіна
- 1953 — «Сувора дівчина» С. Й. Альошина; постановка Ольги Казіки, Григорія Нікуліна —  Тоня Кулікова
- 1956 — «Злочин Ентоні Грехема» Д. Гордона, режисер Г. Г. Нікулін, керівник постановки Г. А. Товстоногов —  Рен
- 1956 — «Обрив» за І. О. Гончаровим, режисер Н. С. Рашевська —  Улінька
- 1956 — «Шостий поверх» А. Жері, постановка Г. О. Товстоногова, режисер М. В. Сулимов —  Жермен
- 1956 — «Коли цвіте акація» Миколи Віннікова, постановка Г. О. Товстоногова, режисер І. П. Владимиров —  Ведуча / Раїса Ковригіна
- 1957 — «Метелиця» В. Ф. Панової —  Валя
- 1958 — «Така любов» П. Когоута, режисер М. В. Сулимов —  Ліда Матісова
- 1958 — «Дали безмежні» М. Є. Вірти, постановка І. П. Владимирова, Р. А. Сироти —  Настя
- 1959 — «Варвари» М. Горького; режисер Г. О. Товстоногов —  Катя
- 1959 — «П'ять вечорів» О. М. Володіна; режисер Г. О. Товстоногов —  Катя
- 1959 — «Варвари» М. Горького; режисер Г. О. Товстоногов —  Катя
- 1959 — «П'ять вечорів» О. М. Володіна; режисер Г. О. Товстоногов —  Катя
- 1960 — «Іркутська історія» О. М. Арбузова; режисер Г. О. Товстоногов —  Лариса
- 1960 — «Вірю в тебе» В. М. Коростильова, постановка Р. А. Сироти —  Ірина
- 1961 — «Океан» О. П. Штейна —  Анечка
- 1962 — «Горе від розуму» О. С. Грибоєдова; режисер Г. О. Товстоногов —  Ліза
- 1963 — «Варвари» М. Горького; режисер Г. О. Товстоногов —  Веселкіна  (введення)
- 1963 — «Палата» С. Й. Альошина. постановка Г. О. Товстоногова і Є. О. Лебедєва —  Веселкіна  (введення)
- 1965 — «Три сестри» А. П. Чехова; режисер Г. О. Товстоногов —  Наташа
- 1965 — «Римська комедія» Л. Г. Зоріна; режисер Г. О. Товстоногов —  Мессалина
- 1966 — «Міщани» М. Горького; режисер Г. О. Товстоногов —  Олена
- 1967 — "Правду! Нічого, крім правди … "Д. Н. Аля; режисер Г. О. Товстоногов —  Бессі Бітті
- 1967 — «Традиційний збір» В. С. Розова —  Ольга Носова
- 1969 — «Два театри» Е. Шанявського; режисер Е. Аксер —  Лаура
- 1969 — «Король Генріх IV» В. Шекспіра, постановка і оформлення Г. А. Товстоногова
- 1971 — «Тоот, інші і майор» І. Еркенова; режисер Г. А. Товстоногов —  Гізі
- 1972 — «Ревізор» М. В. Гоголя; режисер Г. О. Товстоногов —  Анна Андріївна
- 1972 — «Ханума» О. А. Цагарелі; режисер Г. О. Товстоногов —  Ханума
- 1973 — «У добрий час» В. С. Розова; режисер Г. І. Селянин —  Анастасія Єфремівна Аверіна
- 1974 — «Кишки-мишки» І. Еркенова; режисер Ю. Ю. Аксьонов —  Гіза
- 1976 — «Дачники» М. Горького; режисер Г. О. Товстоногов —  Марія Львівна
- 1977 — «Вплив гамма-променів на ріст блідо-жовтих нагідок» П. Зіндель —  Беатріс
- 1979 — «Наше містечко» Т. Вайлдера —  місіс Вебб
- 1982 — «Остров'янин» О. А. Яковлєва, постановка Г. С. Єгорова —  Марія Павлівна
- 1982 — «Дядя Ваня» А. П. Чехова, постановка Г. О. Товстоногова —  Войницька
- 1983 — «Кафедра» В. В. Врублевської, постановка М. Ю. Резніковича —  Євграфова
- 1984 — «Скорботні родичі» Б. Нушича, постановка С. Жигонне —  Сімка
- 1985 — «На всякого мудреця досить простоти» О. М. Островського; режисер Г. О. Товстоногов —  Клеопатра Львівна Мамаєва
- 1987 — «Я побудував будинок» B. В. Павлова, постановка С. І. Яшина —  Мати
- 1989 — «За чим підеш, то й знайдеш» («Одруження Бальзамінова») О. М. Островського —  Бальзамінова
- 1991 — «Полювання на відьом» за п'єсою А. Міллера «Салемські чаклунки» —  Ребекка Нерс
- 1992 — «Дворянське гніздо» за І. С. Тургенєвим —  Марія Дмитрівна Калитина
- 1994 — «Міщанин-шляхтич» Ж. — Б. Мольєра
- 1997 — «Кадриль» В. П. Гуркіна —  Валя
- 2000 — «Брехня на довгих ногах» Е. де Філіппо —  Христина
- 2001 — «Дорога Памела» Дж. Патрика —  Памела Кронкі
- «Яблунева гілка» В. А. Добровольський, Я. В. Смоляка —  Майя Стрєлкова
- «Коли ламаються списи» М. Ф. Погодіна —  Ліда
- «Половчанські сади» Леонов Леонід Максимович —  Маша
- «Викрито чудотворець» Г. Філдінга —  Ізабелла

### Фільмографія
- 1953 — Любов Ярова (фільм-спектакль) —  дівчина-військова
- 1953 — Слуга двох панів (фільм-спектакль) —  Клариче, дочка Панталоне
- 1956 — Два капітани —  подруга Каті
- 1956 — Дівчинка і крокодил —  мати Миті
- 1956 — Медовий місяць —  випускниця медінституту
- 1957 — Вулиця сповнена несподіванок —  мама «Козлика»
- 1957 — Степан Кольчугін —  Нюшка
- 1957 — Тамбу-Ламбу (короткометражний) —  лікар  (немає в титрах)
- 1958 — Батьки і діти —  Кукшина
- 1958 — Нічому поганому не вчили (короткометражний) —  мама
- 1959 — Достігаєв та інші (фільм-спектакль) —  Жанна
- 1959 — Повість про молодят —  Катя, реєстраторка в пологовому будинку
- 1959 — Тато або мама? (Короткометражний) —  мама
- 1960 — Мертві душі (фільм-спектакль) — Софія Іванівна, просто приємна дама
- 1960 — Міст перейти не можна —  жінка в готелі
- 1963 — Дві неділі —  Валентина Іванівна Кошелева, касирка в ощадкасі Радіозаводська
- 1963 — Рембрандт (фільм-спектакль) —  Гендрік, служниця Рембрандта
- 1965 — Ніс (фільм-спектакль)
- 1967 — Доктор Стокман (фільм-спектакль)
- 1968 — Гуморески Валентина Катаєва (фільм-спектакль) (новела «Перлина») —  рибка Кароліна / медуза
- 1969 — Правду! Нічого, крім правди! (Фільм-спектакль) —  Бессі Бітті, свідок
- 1971 — Міщани (фільм-спектакль) —  Олена Миколаївна Кривцова
- 1972 — 31-й відділ (фільм-спектакль) —  колишній головний редактор
- 1972 — Ревізор. Сцени з вистави (фільм-спектакль) —  Ганна Андріївна, дружина городничого
- 1973 — В добрий час (фільм-спектакль) —  Анастасія Єфремівна Аверіна
- 1973 — Хроніка однієї репетиції (фільм-спектакль) —  Анна Андріївна
- 1974 — Ще не вечір —  медсестра в реєстратурі пологового будинку
- 1975 — Повторний шлюб —  Марія Аркадіївна Тарасова
- 1975 — Розповідь про просту річ —  Соковніна
- 1977 — Юлія Вревська —  епізод
- 1978 — Ханума —  Ханума
- 1980 — Атланти і каріатиди —  Поліна Шугачова, багатодітна мати
- 1980 — Там, за сімома горами
- 1982 — Шкура віслюка —  мадам Бурабо, отаманша
- 1983 — Карамболіна-карамболетта —  «Карамболіна», старіюча костюмерша
- 1983 — Семен Дежньов —  епізод
- 1983 — Серед тисячі доріг —  Євгенія Павлівна Бєльська-Лукова, актриса театру музкомедії
- 1985 — Маріца —  мама Зупана
- 1986 — Таємниця Снігової королеви —  отаманша
- 2009 — БДТ тридцять років потому (фільм-спектакль) —  дружина городничого / Ханума / Клеопатра Львівна Мамаєва "
- 2009 — Кішки-мишки (фільм-спектакль) —  Гіза

#### Озвучення
- 1957 — Моя помилка (фільм-спектакль) — Кулійпа (роль С. Токтобекової)
- 2012 — Відстебніть ремені

#### Участь у фільмах
- 1997 — Павло Панків (з циклу телепрограм каналу ОРТ «Щоб пам'ятали») (документальний)
- 1998 — Юхим Копелян (з циклу телепрограм каналу ОРТ «Щоб пам'ятали») (документальний)
- 2003 — Явище Майстра. Георгій Товстоногов (документальний)